# Рјоичи Маеда
Рјоичи Маеда (јап. 前田 遼一; 9. октобар 1981) јапански је фудбалер.

## Каријера
Током каријере је играо за Џубило Ивата, Токио и Гифу.

## Репрезентација
За репрезентацију Јапана дебитовао је 2007. године. За тај тим је одиграо 33 утакмице и постигао 10 голова.

## Статистика
| Јапан  | Јапан   | Јапан  |
| Година | Наступи | Голови |
| ------ | ------- | ------ |
| 2007.  | 2       | 1      |
| 2008.  | 1       | 1      |
| 2009.  | 2       | 0      |
| 2010.  | 2       | 0      |
| 2011.  | 9       | 4      |
| 2012.  | 8       | 4      |
| 2013.  | 9       | 0      |
| Укупно | 33      | 10     |